# جنگ ترناب

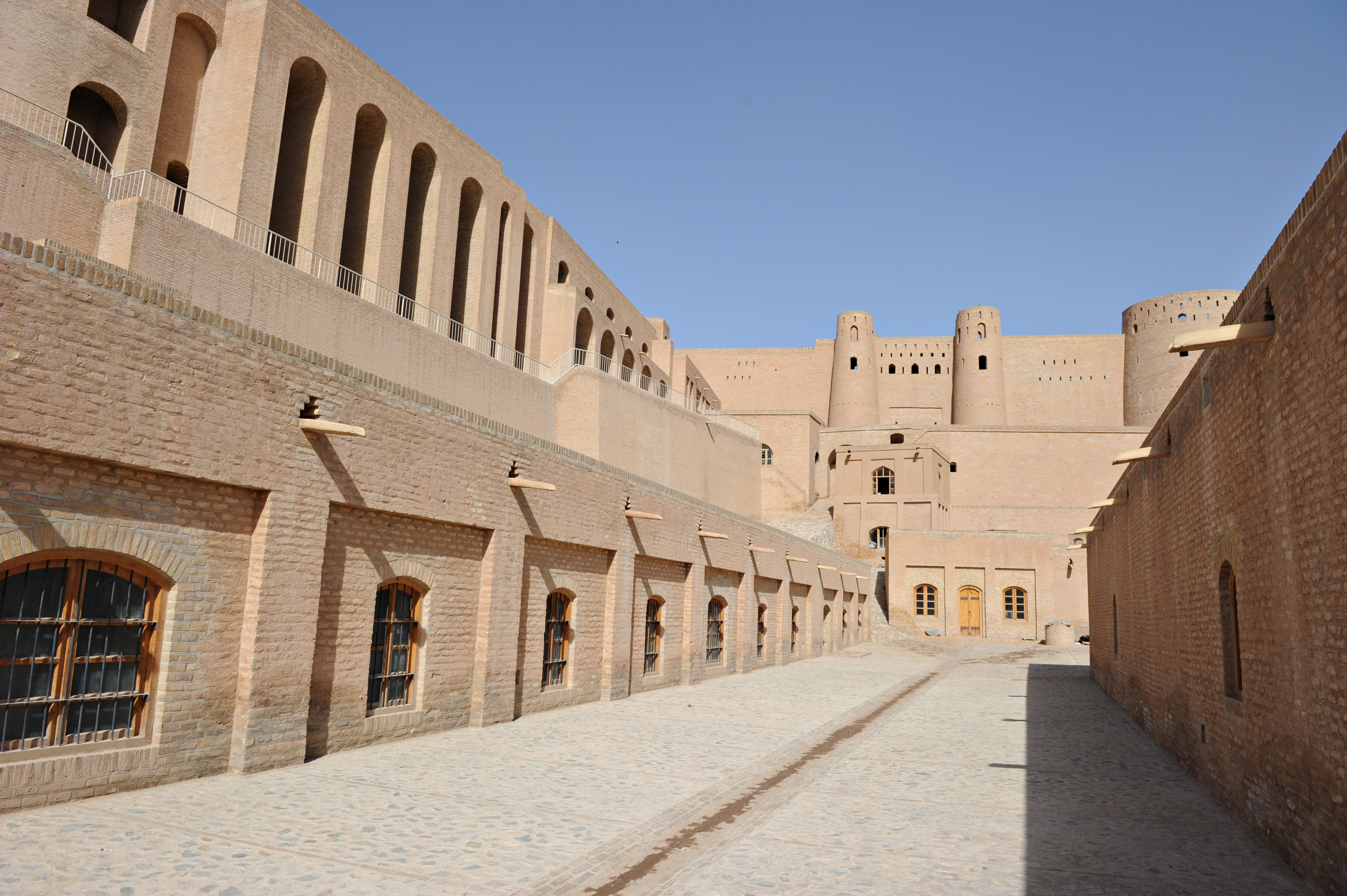
جنگ ترناب

نبرد ترناب در سال ۱۴۴۸ در نزدیکی هرات رخ داد و از جمله جنگ‌های جانشینی شاهرخ شمرده می‌شود. در بهار ۱۴۴۸، علاالدوله میرزا در حال آماده‌سازی برای جشن مراسم ختنهٔ پسرش بود. آنگاه که خبر گذر عمویش الغ‌بیگ با ۹۰٬۰۰۰ سرباز از آمودریا را شنید اعلام کرد که به‌طور کلی در مالیات کلیهٔ شهروندان هرات تخفیف داده شده‌است. او با شتاب از راه گذرگاه سنجاب به سمت ترناب براه افتاد. 
این دو نیرو در ترناب دیدار کردند و پس از یک درگیری کوتاه، الغ بیگ قاطعانه علاالدوله میرزا را شکست داد که زیر حفاظت برادرش ابوالقاسم بابر میرزا به طرف مشهد و سپس به سمت قوچان گریخت.
الغ‌بیگ پیروزی خود را با تصرف هرات و سپس مشهد دنبال کرد. گوهرشاد و بسیاری از ترخان‌ها هرات را پیش از درآمدن الغ‌بیگ ترک کردند.

## بن‌مایه
- همکاری‌کنندگان ویکی‌پدیا، «Battle of Tarnab (1448)»، ویکی‌پدیای انگلیسی، دانشنامهٔ آزاد (بازیابی ۲۲ بهمن ۱۳۹۹)